# Мелисса (растение)
Мели́сса (лат. Melissa) — род многолетних травянистых растений семейства Яснотковые (Lamiaceae).
Произрастают в Африке, Европе и Центральной Азии.
Наиболее распространённым видом является мелисса лекарственная (Melissa officinalis).

## Этимология
Родовое наименование лат. Melissa происходит от греч. Μέλισσα (медоносная пчела). Греческое название «Melissophyllon» (melissa + phyllon) — дословно «пчелиный лист», так как замечено, что мелисса является хорошим медоносом и излюбленным растением пчёл, за что в народе траву прозвали маточник, медовка, роевник, пчёльник. Растение легко узнать по сильному запаху лимона, отсюда пошло название лимонная мята.

## Ботаническое описание
Мелисса это многолетнее растение.
Корневище сильно ветвится. Стебель разветвленный, четырёхгранный, до 120 см высоты. Листья крупные, супротивные, яйцевидные, по краю городчато-пильчатые, опушённые.
Цветки голубоватые или белые, собраны в ложные зонтики. Четыре тычинки, пестик с четырёхраздельной верхней завязью и длинным столбиком.
Плод крупный, состоит из четырёх орешков яйцевидной формы, чёрного цвета, блестящий. Масса 1000 семян — в среднем 0,62 г. Семена сохраняют всхожесть 2—3 года.

## Таксономия
Род Мелисса входит в трибу	Мятные (Mentheae), подсемейства Котовниковые (Nepetoideae), семейства Яснотковые (Lamiaceae) порядка Ясноткоцветные (Lamiales).
|  |                                      |  |                                                             |                                                             |                      |  | ещё 21 семейство (согласно Системе APG II) | ещё 21 семейство (согласно Системе APG II) |                           |  |            |  | ещё около 210 родов | ещё около 210 родов |  |
|  |                                      |  |                                                             |                                                             |                      |  | ещё 21 семейство (согласно Системе APG II) | ещё 21 семейство (согласно Системе APG II) |                           |  |            |  | ещё около 210 родов | ещё около 210 родов |  |
|  |                                      |  |                                                             | порядок Ясноткоцветные                                      |                      |  |                                            |                                            | подсемейство Котовниковые |  |            |  |                     |                     |  |
|  |                                      |  |                                                             | порядок Ясноткоцветные                                      |                      |  |                                            |                                            | подсемейство Котовниковые |  | пять видов |  |                     |                     |  |
|  | отдел Цветковые, или Покрытосеменные |  |                                                             |                                                             | семейство Яснотковые |  |                                            |                                            | род Мелисса               |  |            |  |                     |                     |  |
|  | отдел Цветковые, или Покрытосеменные |  |                                                             |                                                             |                      |  |                                            |                                            |                           |  |            |  |                     |                     |  |
|  |                                      |  | ещё 44 порядка цветковых растений (согласно Системе APG II) | ещё 44 порядка цветковых растений (согласно Системе APG II) |                      |  |                                            | ещё 7 подсемейств                          | ещё 7 подсемейств         |  |            |  |                     |                     |  |
|  |                                      |  |                                                             | ещё 44 порядка цветковых растений (согласно Системе APG II) |                      |  |                                            |                                            | ещё 7 подсемейств         |  |            |  |                     |                     |  |

Синоним
Mutelia Gren. ex Mutel, Fl. Franç. Herbor. 3: 21 (1836)
Виды
Род включает в себя 4 вида:
- Melissa axillaris (Benth.) Bakh.f.
- Melissa flava Benth. ex Wall.
- Melissa officinalis L. — Мелисса лекарственная
- Melissa yunnanensis C.Y.Wu & Y.C.Huang

## Особенности агротехники возделывания
Растение предпочитает лёгкие суглинистые почвы, хорошо освещённые и защищённые от холодных северных ветров. Выращивают посевом в грунт, рассадой, отводками стеблей. Семена мелиссы отличаются пониженной всхожестью. Цветёт со второго года в июле-августе, плоды созревают в сентябре-октябре.

## Химический состав
Содержит до 0,33 % эфирного масла, в состав которого входят цитраль, цитронеллаль, мирцен, гераниол, альдегиды, аскорбиновая кислота, горечи, слизь, кумарины, кофейная и урсоловая кислоты. Концентрирует селен.

## Применение
В питании — входит в салаты, приправы, супы, ликеры, чаи в качестве пряности.
Медонос. Культивируется.